# San Mateo Ixtatán (zona arqueológica)
La zona arqueológica de San Mateo Ixtatán se encuentra dentro de los límites de la ciudad de San Mateo Ixtatán, cabecera del municipio homónimo, ubicado en el departamento de Huehuetenango en Guatemala. La población de San Mateo es de origen Chuj, etnia maya. 

## Breve descripción
La zona arqueológica propiamente dicha es un conjunto de estructuras, protegidas e identificadas pero aún no excavadas. La mayor de estas estructuras recibe el nombre de Yol K'u que significa en el sol o, también, Wajxaklajunh que en idioma chuj quiere decir dieciocho.
Algunas estructuras se encuentran encima de un promontorio con una vista espectacular, rodeado de otros cuatro montículos. Se dice que sirvió como punto de observación astronómica lo cual habría sido facilitado por el hecho de que el lugar se encuentra a 2540 msnmm.
Otro templo importante se llama K'atepan, que puede ser visto desde Yol K'u al otro lado del valle. K'atepan significa templo viejo en lengua Chuj. Esta estructura se localiza al norte de San Mateo Ixtatán.
La zona arqueológica de San Mateo ha sido incluida en el periodo clásico mesoamericano.